# Helicopsyche sperata
Helicopsyche sperata là một loài Trichoptera trong họ Helicopsychidae. Chúng phân bố ở miền Cổ bắc.